# Niels Fredrik Dahl
Niels Fredrik Dahl (født 11. maj 1957) er en norsk forfatter, digter og dramatiker. I 2024 vandt han Nordisk Råds Litteraturpris for sin bog Fars ryg.

## Privatliv
Han er gift med forfatter og journalist Linn Ullmann (no).